# هوراسان
هوراسان (بالكردية: Xoresan)‏ هي بلدة تابعة لمحافظة أرضروم في منطقة الأناضول الشرقية، تركيا. تقع مدينة حراسان شرق محافظة أرضروم على الحدود مع محافظتي أغري وقارص.